# العرمة (النادرة)

تعديل مصدري - تعديل

العرمة محلة تابعة لقرية وادي الردي، التابعة لعزلة شعب المريسي بمديرية النادرة إحدى مديريات محافظة إب في الجمهورية اليمنية، بلغ تعداد سكانها 72 حسب تعداد اليمن لعام 2004.